# 大咽無齒脂鯉
大咽無齒脂鯉，為輻鰭魚綱脂鯉目脂鯉亞目上口脂鯉科的其中一個種，分布於南美洲秘魯Maranon河流域，體長可達7.1公分，棲息在植被生長茂密的水域，成對出現，生活習性不明。